# المليح (العدين)

تعديل مصدري - تعديل

المليح محلة تابعة لقرية المرقب، التابعة لعزلة خباز بمديرية العدين إحدى مديريات محافظة إب في الجمهورية اليمنية.، بلغ تعداد سكانها 35 حسب تعداد اليمن لعام 2004.